# 朱亞明
朱亚明（1994年5月4日—）是中华人民共和国男子三级跳远运动员。他是2017年亞洲田徑錦標賽該項目的亚洲冠军。
朱亚明于2015年开始参加全国性的三级跳远比赛。他在中国田径锦标赛上的成績是17.17米並获得全国冠军，他在2017年全运会上的成績是17.23米，刷新自己的最好成绩，並击败了奥运奖牌得主董斌和亚运会冠军曹硕。在2017年亞洲田徑錦標賽上，他以16.82米的成绩获得金牌。
在2018年世界室內田徑錦標賽上，他以16.87米的室内成绩排名第七。在2018年亚运会上，他名列第八名。
2021年8月5日，朱亚明在2020年夏季奥林匹克运动会男子三级跳远决赛中，以17米57的个人最好成绩摘得银牌，从而超越了五年前在里约奥运会获得该项目铜牌的董斌，刷新了中国运动员参加奥运会该项目的历史最好成绩。